# Campeonato Asiático de Atletismo de 2011 - 100 m feminino
A prova dos 100 metros feminino do Campeonato Asiático de Atletismo de 2011 foi disputada entre os dias 7 e 8 de julho de 2011 no Kobe Universiade Memorial Stadium em Kobe,  no Japão. 

## Recordes
Antes desta competição, os recordes mundiais e do campeonato nesta prova eram os seguintes:
|                       | Nome                     | Nacionalidade  | Tempo  | Local        | Data                  |
| --------------------- | ------------------------ | -------------- | ------ | ------------ | --------------------- |
| Recorde mundial       | Florence Griffith Joyner | Estados Unidos | 10s 49 | Indianápolis | 16 de julho de 1988   |
| Recorde do campeonato | Susanthika Jayasingh     | Sri Lanka      | 11s 19 | Amã          | 26 de julho de 2007   |
| Recorde asiático      | Li Xuemei                | China          | 10s 79 | Xangai       | 18 de outubro de 1997 |

## Medalhistas
| Ouro                  | Prata            | Bronze          |
| Guzel Khubbieva (UZB) | Wei Yongli (CHN) | Tao Yujia (CHN) |

## Cronograma
Todos os horários são locais (UTC+9).
| Data       | Hora  | Evento  |
| ---------- | ----- | ------- |
| 7 de julho | 17:30 | Bateria |
| 8 de julho | 17:50 | Final   |

## Resultados

### Bateria
Qualificação: 2 atletas de cada bateria  (Q) mais os  2 melhores qualificados (q). 
| Posição | Bateria | Atleta                    | Nacionalidade  | Tempo | Notas |
| ------- | ------- | ------------------------- | -------------- | ----- | ----- |
| 1       | 3       | Guzel Khubbieva           | Uzbequistão    | 11.50 | Q     |
| 2       | 2       | Wei Yongli                | China          | 11.60 | Q     |
| 3       | 3       | Nao Okabe                 | Japão          | 11.64 | Q     |
| 4       | 1       | Tao Yujia                 | China          | 11.72 | Q     |
| 5       | 1       | Kana Ichikawa             | Japão          | 11.76 | Q     |
| 6       | 1       | Olga Bludova              | Cazaquistão    | 11.80 | q     |
| 7       | 2       | Maryam Tousi              | Irão           | 11.83 | Q     |
| 7       | 3       | Nongnuch Sanrat           | Tailândia      | 11.83 | q     |
| 9       | 2       | Momoko Takahashi          | Japão          | 11.85 |       |
| 10      | 2       | Orranut Klomdee           | Tailândia      | 11.98 |       |
| 11      | 3       | Liao Ching-Hsien          | Taipé Chinesa  | 12.06 |       |
| 12      | 2       | Fong Yee Pui              | Hong Kong      | 12.25 |       |
| 13      | 1       | Leung Hau Sze             | Hong Kong      | 12.30 |       |
| 14      | 2       | Dana Hussein Abdul-Razzaq | Iraque         | 12.38 |       |
| 15      | 1       | Yelena Ryabova            | Turquemenistão | 12.40 |       |
| 16      | 3       | Afa Ismail                | Maldivas       | 12.98 |       |
| 17      | 1       | Tungalag Battsengel       | Mongólia       | 13.16 |       |
| 18      | 2       | Io In Chi                 | Macau          | 13.40 |       |
| 19      | 3       | Manevanh Chanthavong      | Laos           | 13.70 |       |

### Final
A final da prova ocorreu dia 8 de julho às 17:50. 
| Posição           | Raia | Atleta          | Nacionalidade | Tempo | Notas |
| ----------------- | ---- | --------------- | ------------- | ----- | ----- |
| Medalha de ouro   | 5    | Guzel Khubbieva | Uzbequistão   | 11.39 |       |
| Medalha de prata  | 6    | Wei Yongli      | China         | 11.70 |       |
| Medalha de bronze | 7    | Tao Yujia       | China         | 11.74 |       |
| 4                 | 4    | Nao Okabe       | Japão         | 11.79 |       |
| 5                 | 3    | Nongnuch Sanrat | Tailândia     | 11.80 |       |
| 6                 | 8    | Maryam Tousi    | Irão          | 11.81 |       |
| 7                 | 2    | Olga Bludova    | Cazaquistão   | 11.82 |       |
| 8                 | 9    | Kana Ichikawa   | Japão         |       | DNS   |

Legenda
| Recorde mundial       | Recorde mundial (World record)               |                       | Recorde africano                      | Recorde africano (African) |                                           | Q | Classificado por posição (Qualified) |
| Recorde do campeonato | Recorde do campeonato (Championship record)  | Recorde da América    | Recorde da América (Americas)         | q                          | Classificado por melhor tempo (Qualified) |   |                                      |
| Melhor marca do ano   | Melhor marca do ano (World leading)          | Recorde asiático      | Recorde asiático (Asian)              | DNS                        | Não largou (Did not start)                |   |                                      |
| Recorde nacional      | Recorde nacional (National record)           | Recorde europeu       | Recorde europeu (European)            | DNF                        | Não terminou (Did not finish)             |   |                                      |
| Recorde pessoal       | Recorde pessoal do atleta (Personal best)    | Recorde da Oceania    | Recorde da Oceania (Oceania)          | DSQ / DQ                   | Desclassificado (Disqualified)            |   |                                      |
| Recorde da temporada  | Recorde da temporada do atleta (Season best) | Recorde sul-americano | Recorde sul-americano (South America) | NM                         | Sem marca (No mark)                       |   |                                      |